# 生野屋站
生野屋站（日语：／ Ikunoya eki */?）是位於山口縣下松市生野屋南三丁目，西日本旅客鐵道（JR西日本）的岩德線車站。

## 歷史
- 1987年（昭和62年）
  - 3月27日 - 在當地居民請願下，於岩德線周防久保站至周防花岡站之間新設此站。
  - 4月1日 - 伴隨國鐵分割民營化，車站由西日本旅客鐵道（JR西日本）營運。

## 車站構造
車站是一座地面車站，設有1面1線的單式月台。往德山方向的列車會開啟左邊車門。此站沒有車站大樓，車站出入口直接連接月台。在車站出入口附近的小屋設有簡易自動售票機。在國道2號側設有青空單車停泊處。
此站是由德山地域鐵道部管理的無人車站。

## 車站周邊
車站周邊設有大型新興團地。
- 與岩德線並行的山陽新幹線高架橋。
- 池之內池
- 下松生野屋郵局
- 國道2號
- 生野屋巴士站（防長巴士（日语：防長交通））
- Aruku（日语：丸久）生野屋店

## 使用狀況
以下為近年使用人次：
| 乘車人次變化 | 乘車人次變化 |
| 年度         | 1日平均人次  |
| ------------ | ------------ |
| 1999         | 136          |
| 2000         | 132          |
| 2001         | 112          |
| 2002         | 156          |
| 2003         | 145          |
| 2004         | 144          |
| 2005         | 132          |
| 2006         | 125          |
| 2007         | 135          |
| 2008         | 142          |
| 2009         | 140          |
| 2010         | 134          |
| 2011         | 120          |
| 2012         | 122          |
| 2013         | 104          |
| 2014         | 99           |
| 2015         | 113          |
| 2016         | 97           |
| 2017         | 114          |
| 2018         | 99           |

## 相鄰車站
西日本旅客鐵道（JR西日本）
■岩德線
周防久保－生野屋－周防花岡

## 注腳
1. ↑  山口縣統計年鑑

## 外部連結
- 生野屋｜車站資訊：JR出門網 - 西日本旅客鐵道（日語）
- 下松市政廳 （页面存档备份，存于）（日語）